# مرحبا بكم في بانش
مرحبا بكم في بانش (بالإنجليزية: Welcome to the Punch)‏ هو فيلم حركة وإثارة بريطاني من إخراج إيرين كريفي سنة 2013، وبطولة كل من جيمس مكافوي ومارك سترونج وأندريا رايزبورو.

## القصة
تدور أحداث الفيلو حول المجرم السابق جاكوب ستيرنوود عندما يعاود أدراجه مرة أخرى إلى لندن مشاركا ابنه إحدى عمليات السرقة، حيث يعطى بذلك الفرصة لخصمه الضابط ماكس لوينسكي للقبض عليه بعد محاولات عديدة باتت بالفشل، وإذا بهما أمام مواجهة مؤامرة أعمق وأخطر بكثير.

## روابط خارجية
- مرحبا بكم في بانش على موقع IMDb (الإنجليزية)
- مرحبا بكم في بانش على موقع ميتاكريتيك (الإنجليزية)
- مرحبا بكم في بانش على موقع روتن توميتوز (الإنجليزية)
- مرحبا بكم في بانش على موقع نتفليكس (الإنجليزية)
- مرحبا بكم في بانش على موقع قاعدة بيانات الأفلام العربية
- مرحبا بكم في بانش على موقع ألو سيني (الفرنسية)
- مرحبا بكم في بانش على موقع Turner Classic Movies (الإنجليزية)
- مرحبا بكم في بانش على موقع أول موفي (الإنجليزية)
- مرحبا بكم في بانش على موقع بوكس أوفيس موجو (الإنجليزية)
- مرحبا بكم في بانش على موقع فيلمافينيتي (الإسبانية)